# クイーン (護衛空母)
クイーン (HMS Queen, D19) は、イギリス海軍の護衛空母。アメリカ海軍のボーグ級航空母艦セント・アンドルーズ (USS St. Andrews, AVG/ACV/CVE-49) として完成し、レンドリース法に基づきイギリスに貸与された。

## 艦歴
セント・アンドルーズは海事委任契約の下ワシントン州タコマのシアトル・タコマ造船所で1943年3月12日に起工された。1943年7月15日に CVE-49（護衛空母）に艦種変更され、1943年7月31日にロバート・W・モース夫人によって進水した。1943年12月7日にレンドリース法に基づきイギリス海軍へ引き渡され、同日クイーン (HMS Queen, D19) の艦名でイギリス海軍で就役した。
クイーンは1944年を北大西洋で活動し、アメリカからイギリスへ兵員や物資を運搬する船団の護衛に従事した。
1945年になるとノルウェー沿岸での機雷敷設や船舶攻撃作戦に参加。続いて5月にはソ連へ向かうJW67船団とソ連から戻るRA67船団を護衛した。1945年末にはインド洋へ移動した。
戦争が終了するとクイーンは1946年10月31日にバージニア州ノーフォークに帰還、イギリス海軍を退役しアメリカ海軍へ返還された。1947年7月に除籍され、アムステルダムの N.V. Stoomv, Maats, Nederland Co. に売却、1947年7月29日に Roebiah と改名された。その後1967年に President Marcos、1972年に Lucky One と改名され、1972年に台湾でスクラップとして廃棄された。